# كومبتون ارتشر
كومبتون ارتشر هو سياسي أسترالي، ولد في 3 يوليو 1885 في Longford, Tasmania ‏ في أستراليا، وتوفي في 24 مايو 1961 في Hagley, Tasmania ‏ في أستراليا. انتخب عضو المجلس التشريعي التاسماني ‏ عن دائرة Electoral division of Macquarie ‏ (2 مايو 1944 – 13 مايو 1950).